# Taux in fine
Un taux in fine (du latin « à la fin ») est un taux d'intérêt où les intérêts sur l'emprunt sont versés en fin de période, par opposition au taux d'escompte. Par défaut et pour l'immense majorité, le marché monétaire utilise des taux in fine. En anglais, on dit : money market rate.
Il s'agit d'une convention élémentaire de calcul désignant la relation unissant deux flux financiers, et deux seulement. In fine indique que les intérêts sont versés en fin de période, par opposition à un taux d'escompte qui indique que les intérêts, calculés suivant une méthode voisine, viennent en diminution du premier flux.

## Calcul
Avec les notations suivantes : 
- {\displaystyle T} : taux in fine
- {\displaystyle FF} : flux final à la date {\displaystyle DF}
- {\displaystyle FI} : flux initial à la date {\displaystyle DI}
- {\displaystyle NJA} : nombre de jours de l'année servant comme base de calcul. Sur les marchés monétaires d'Europe continentale et des États-Unis, on effectue les calculs avec {\displaystyle NJA=} 360 jours, tandis qu'en Grande-Bretagne et dans les pays du Commonwealth on utilise généralement {\displaystyle NJA=} 365 jours.

Le taux in fine est défini par l'équation :
{\displaystyle \textstyle FF=(-FI)*(1+T*{\frac {DF-DI}{NJA}})}